# Lynn Lowry
Linda Kay Lynn Lowry (East St. Louis, 15 de octubre de 1947) es una actriz, guionista y productora de cine estadounidense.
Quizás sea más conocida por su trabajo en películas de terror, habiendo aparecido en las películas de culto I Drink Your Blood (1970), The Crazies (1973) de George A. Romero y Shivers (1975) de David Cronenberg.

## Carrera
Mientras audicionaba para un papel en Joe (1970) en la ciudad de Nueva York, Lowry conoció a Lloyd Kaufman, quien le pidió que apareciera en un papel secundario en The Battle of Love's Return (1971), a lo que ella aceptó. Después de completar la película, a principios de 1970, fue elegida para la película de terror de David Durston I Drink Your Blood (1970). 
Estelarizó en dos películas de terror clave de la década de 1970, The Crazies (1973) de George A. Romero y Shivers (1974) de David Cronenberg, seguida de un papel de dieciséis meses como la heroína adúltera Sandra en el cortometraje de NBC. Trabajó en la telenovela Cómo sobrevivir a un matrimonio, así como una breve participación en el serial diurno Otro Mundo. También apareció junto a Peter Fonda en el thriller de vigilantes Fighting Mad (1976) de Jonathan Demme.
Lowry también fue una de las dos protagonistas femeninas de la película Score (1974) de Radley Metzger. 
Lowry se mudó a Los Ángeles a principios de la década de 1980, pero terminó abandonando su carrera como actriz después de aparecer en Cat People (1982). "Estaba en Hollywood y me cansé de la mierda", dijo. "No estaba haciendo películas de terror cuando estaba en Hollywood, solo salía a la televisión y otras audiciones y me cansé, así que lo dejé; me concentré en hacer teatro e incluso canté en una banda". 
Sus últimas películas incluyen Splatter Disco, Basement Jack y Schism, que coescribió y coprodujo. Lowry también protagonizó Torture Chamber de Dante Tomaselli. Se la puede ver en el minuto veinticuatro de la película. En 2015, coprotagonizó con Debbie Rochon la película de terror The House of Covered Mirrors. En 2010, Lowry tuvo un cameo en la nueva versión de 2010 de The Crazies. En 2022, Lowry interpretó a Gina Cochran en Fang de Richard Burgin.